# Rothschildia cruentata
Rothschildia cruentata är en fjärilsart som beskrevs av Eugène Louis Bouvier 1930. Rothschildia cruentata ingår i släktet Rothschildia och familjen påfågelsspinnare. Inga underarter finns listade.